# الإجهاض في نيوزيلندا

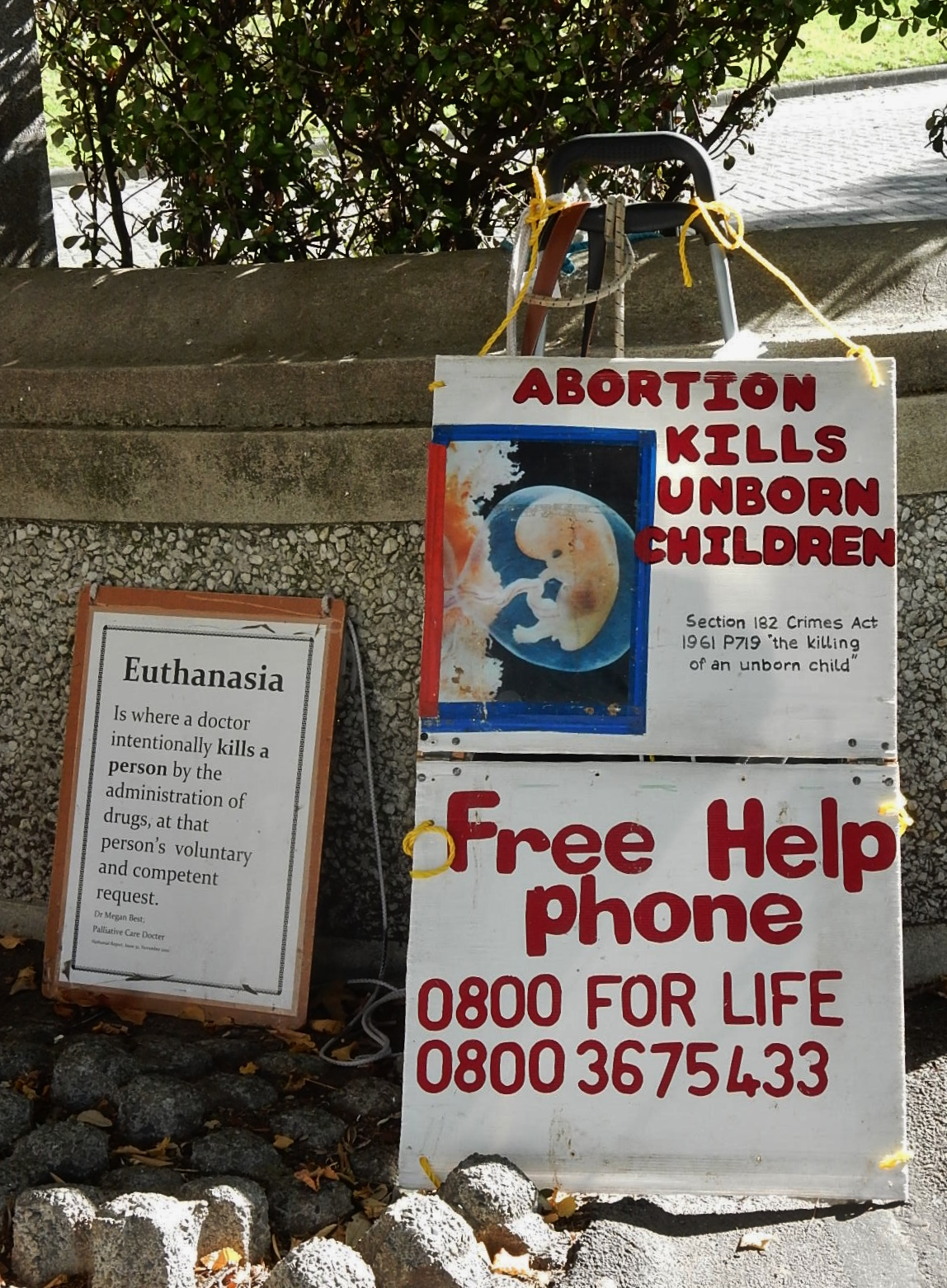
أبق الجميع على قيد الحياة

الإجهاض في نيوزيلندا قانوني في الحالات التي تواجه فيها المرأة الحامل خطراً على حياتها أو صحتها الجسدية أو العقلية، أو إذا كان هناك خطر من تعرض الجنين للإعاقة في حالة استمرار حملها. في الحالات التي لا تحميها هذه الأسباب، يُعتبر إجراء الإجهاض لامرأة أو فتاة جريمة في نيوزيلندا بموجب قانون الجرائم لعام 1961 (المرأة أو الفتاة ليست طرفًا في الجريمة). تشترط اللوائح في نيوزيلندا إجراء عمليات الإجهاض بعد 12 أسبوعًا من الحمل في «مؤسسة مرخصة»، ومن المفهوم عنها عمومًا أنها مستشفى.
يجب أن يكون الإجهاض مُرخّصًا من قبل طبيبين (يُشار إليهما باسم «استشاريا التصديق» في التشريع)، أحدهما يجب أن يكون طبيب أمراض النساء أو التوليد. ومع ذلك، يمكن للأطباء أن يرفضوا التصريح بالإجراء، في هذه الحالة يجب على المرأة أن تجد طبيبًا آخر وتُرافع عن قضيتها معهم حتى تحصل على إذن من طبيبين، وأيضًا من جراح مؤهل إذا لم يُرخَّص أيّ من هؤلاء الأطباء لإجراء العملية. الاستشارة اختيارية إذا رغبت المرأة في ذلك، ولكنها ليست إلزامية بموجب قانون الإجهاض الحالي. لا يوجد تعريف قانوني للأجنة أو المُضَغ باسم «الأطفال الذين لم يولدوا بعد» في قانون الإجهاض النيوزيلندي.

## الإحصائيات
منذ عام 1978، قامت لجنة الإشراف على الإجهاض (إيه إس سي) بجمع إحصاءات عن عدد حالات الإجهاض التي تُنفَّذ كل عام، ولأي سبب كان، بموجب قانون منع الحمل والتعقيم والإجهاض لعام 1977. في عام 1983، وافقت هيئة الإحصاء النيوزيلندية على معالجة إحصائيات الإجهاض نيابة عن إيه إس سي، وتولّت لاحقًا مسؤولية إصدار الإحصاءات المتعلقة بالإجهاض في عام 1998. كان الإجهاض غير قانوني حتى عام 1977، لا توجد أرقام دقيقة عن عمليات الإجهاض قبل السبعينيات من القرن العشرين. تُقدّر ميغان كوك أن 10,000  حالة إجهاض حدثت في الثلاثينيات من القرن العشرين، بناءً على إحصائيات تتعلق بعدد النساء اللاتي أُدخلن إلى المستشفى خلال تلك الفترة بسبب الإجهاضات الإنتانية.

### إحصائيات تاريخية
خلال السبعينيات والثمانينيات من القرن العشرين، ارتفع معدل الإجهاض للمرأة الواحدة من 0.02 عام 1971 إلى 0.30 بحلول عام 1986. كما زاد عدد النساء غير المتزوجات اللاتي يسعين إلى الإجهاض، بما في ذلك النساء المُرتبطات بالفعل. خلال تلك الفترة، كانت النساء البالغات من العمر 24 عامًا أو أقل؛ أكثر احتمالية للسعي إلى الإجهاض من النساء الأكبر سناً. كانت النيوزيلنديات الأوروبيات أكثر عرضة للإجهاض في سن أصغر لإنهاء حمل غير مرغوب فيه، بينما كانت الماوريّات والنيوزيلنديات في المحيط الهادئ أكثر عرضة لاستخدام الإجهاض كشكل من أشكال منع الحمل.
ووفقًا للأرقام الصادرة عن هيئة الإحصاء النيوزيلندية، ارتفع عدد حالات الإجهاض من 8.5 لكل 1,000 امرأة تتراوح أعمارهن بين 15 و44 عامًا في عام 1980 إلى 14 لكل 1,000 امرأة في عام 1990. وبحلول عام 2000، ارتفع هذا الرقم إلى 18.7 لكل 1,000 امرأة تتراوح أعمارهن بين 15 و44 عامًا، ولكنها انخفضت منذ ذلك الحين إلى 13.5 لكل 1,000 امرأة اعتبارًا من عام 2018.
وكما أشارت الإحصائيات السنوية للجنة الإشراف على الإجهاض بشكل متكرر، فإن أسباب الصحة العقلية هي الأسباب السائدة لمعظم حالات الإجهاض المُصدّقة في نيوزيلندا. أدت الأعداد الكبيرة من حالات الإجهاض في نيوزيلندا لأسباب تتعلق بالصحة العقلية إلى أن يعبّر المعارضون للإجهاض عن مخاوفهم من أنّ استثناء الصحة العقلية يُستخدم للسماح بالإجهاض عند الطلب. على النقيض من ذلك، تُشير «إيه إل آر إيه إن زد» إلى أن الحالات القضائية المتتالية المتعلقة بالإجهاض حافظت على الوضع الراهن المتمثل في إلغاء التجريم الجزئي والشروط التسهيلية للحصول على الإجهاض بالنسبة لمعظم نساء نيوزيلندا اللاتي يحتاجن إلى الإجهاض.

### إحصائيات الإجهاض لعام 2018
وفقًا لهيئة الإحصاء النيوزلندية، أُجريت 13,282 عملية إجهاض مُحرّض في نيوزيلندا في عام 2018. كانت هناك 13.5 حالة إجهاض لكل 1,000 امرأة تتراوح أعمارهن بين 15 و44 عامًا في 2018، أي أقل من 13.7 لكل 1,000 امرأة في عام 2017. يُلاحظ انقسام بين العِرقيات في عام 2018، إذ كانت المعدلات الأعلى بين النساء الأوروبيات (7,567)، تليها الماوري (2,979)، والمرأة الآسيوية (2,789)، ومنطقة المحيط الهادئ (1,354)، و«إم إي إل إيه إيه» (أو الشرق الأوسط وأمريكا اللاتينية وأفريقيا) (215).
في عام 2017، كان معدل الإجهاض في نيوزيلندا البالغ 13.7 لكل 1,000 امرأة تتراوح أعمارهن بين 15 و44 عامًا مماثلاً للولايات المتحدة (13.5) وجنوب أستراليا (13.2 في عام 2016). إنّ هذا المعدل أقل من إنجلترا وويلز (17.0) وفرنسا (17.2) والسويد (19.8) ولكن أعلى من ألمانيا (7.1) وفنلندا (9.6) واسكتلندا (12.1) والنرويج (12.5).